# Ildebrando Antoniutti
Ildebrando Antoniutti (Nimis, 3 augustus 1898 - nabij Bologna, 1 augustus 1974) was een Italiaans geestelijke en kardinaal van de Rooms-Katholieke Kerk.
Antoniutti studeerde aan het kleinseminarie van Cividale del Friuli en aan het grootseminarie van Udine en vervolgens aan het Pauselijk Romeins Seminarie en aan de Pauselijke Lateraanse Universiteit, waar hij promoveerde in de theologie, de wijsbegeerte en het canoniek recht. Hij werd op 5 december 1920 priester gewijd. Van 1921 tot 1927 was hij docent aan het seminarie van Udine. In dezelfde tijd was hij secretaris van de aartsbisschop van Udine. In 1927 trad hij in diplomatieke dienst van de Heilige Stoel. Tussen 1927 en 1934 vervulde hij verschillende functies bij de apostolische nuntiatuur in China. In 1931 benoemde paus Pius XI hem tot pauselijk kamerheer. Van 1934 tot 1936 was hij auditor bij de nuntiatuur in Portugal.
In 1936 werd hij benoemd tot titulair aartsbisschop van Sinnada di Frigia en tot apostolisch delegaat in Albanië. Kardinaal Pietro Fumasoni Biondi was zijn eerstwijdende bisschop. In 1937 werd hij speciaal pauselijk gezant met als taak te helpen bemiddelen in de Spaanse Burgeroorlog. In 1938 werd hij apostolisch delegaat in Canada en in 1952 apostolisch nuntius in Madrid.
Paus Johannes XXIII creëerde hem kardinaal tijdens het consistorie van 19 maart 1962. De S. Sebastiano alle Catecombe werd zijn titelkerk. Kardinaal Antoniutti nam deel aan het Tweede Vaticaans Concilie en aan het conclaaf van 1963 dat leidde tot de verkiezing van Giovanni Battista Montini tot paus Paulus VI. In 1963 werd hij prefect van de Congregatie voor de Instituten van Gewijd Leven en Gemeenschappen van Apostolisch Leven, hetgeen hij tot 1973 zou blijven. In dat jaar werd hij benoemd tot kardinaal-bisschop van het suburbicair bisdom Velletri, het bisdom dat later bezet zou worden door kardinaal Joseph Ratzinger, de latere paus Benedictus XVI. Hij kwam in 1974 om tijdens een auto-ongeluk nabij Bologna en werd begraven in Nimis.